# Bhojpur (distrito do Nepal)
Bhojpur é um distrito da zona de Kosi, no Nepal. Tem como sede a cidade de Bhojpur. Possui uma área de 1 507 km² e em 2011 tinha 182 459 habitantes.